# Gisslandramat i Gladbeck
Gisslandramat i Gladbeck var ett bankrån och en gisslantagning som ägde rum i nordvästra Västtyskland mellan den 16–18 augusti 1988. 

## Händelseförlopp

### 16 augusti
På morgonen tisdagen den 16 augusti 1988 lämnade Hans-Jürgen Rösner och Dieter Degowski ett höghus på Berliner Straße 14 i Gladbeck, klädda i blå overaller. De drog svarta masker över huvudena och begav sig av på en röd Honda 250, en motorcykel som de stulit två dagar tidigare. Målet var Deutsche Banks filialkontor som låg på Schwechater Straße 38 några hundra meter bort i ett köpcentrum i stadsdelen Rentfort-Nord. Kort därefter körde de omkull med motorcykeln efter att ha missat en kurva och Degowski slog i knät.
Ali Kemmuna, en läkare från Irak som hade sin praktik i närheten av banken, försov sig den morgonen; något som han aldrig gjorde. Kemmuna tog sig förbi entrédörren till banken när han fick se de maskerade gärningsmännen tvinga ned bankkamreren Reinhold Alles på knä med en "stor pistol i nacken" för att låsa innerdörren. Han tog sig med snabba steg upp för trappan till sin praktik på första våningen där han ungefär klockan 08.04 larmade polisen. Två polispatruller skickades omedelbart till platsen. Den första patrullen befann sig i närheten och kontrollerade en trasig lastbil när den larmades.
Gärningsmännen tvingade till sig en flyktbil och 300 000 D-mark och flydde från platsen med polisen efter sig. Marion Löblich, Rösners flickvän, befann sig även i bilen.

### 17 augusti
På grund av säkerhetsskäl bestämde sig Rösner och Degowski för att byta flyktbil igen. De ville bli av med Mercedesen som de stal i Gladbeck och istället hyra en BMW. Frenetiskt började de leta efter en biluthyrningsfirma, där deras försök att hyra en bil misslyckades två gånger på grund av formaliteter. Interrent-firman i Vegesack, där Löblich skulle hyra den nya flyktbilen, vägrade förse gisslantagarna med en bil i utbyte mot kontanter utan mottog bara kreditkort eller eurocheckar.
När Rösner misslyckades med att kapa en förbipasserande bil under pistolhot fick han syn på två fullsatta bussar som stod parkerade vid hållplatsen. Han hoppades att polisen skulle avstå från att vidta några åtgärder om fler oskyldiga utsattes för fara. När den första bussen sedan körde iväg avlossade Rösner flera skott i luften och tvingade den andra busschauffören, Wolfgang Schweickart, att stanna och öppna dörren när han riktade sin pistol mot honom. Schweickart försökte köra iväg när han såg att de beväpnade gisslantagarna närmade sig, men stannade instinktivt efter några meter vid ett rödljus. Runt 19-tiden steg Rösner, Degowski och Löblich ombord på linjebuss 53 och tog samtliga 32 passagerare som gisslan.
De stannade vid ett rastställe i Grundbergsee, där Löblich greps. Degowski och Rösner hotade då att döda en ur gisslan var femte minut, vilket ledde till att en italiensk pojke, Emanuele De Giorgi, sköts till döds. Polisen tvingades att släppa Löblich.
Runt klockan 23.45 körde man bussen i riktning mot Nederländerna via motorvägarna A1 och A30. På kvällen råkade den 31-årige Bremen-polisen Ingo Hagen ut för en dödsolycka när han var på väg till Grundbergsee tillsammans med sina kollegor för att dokumentera händelserna på platsen. Vid 23.15-tiden hade en lastbil kommit över i mötande körfält där den frontalkrockade med VW-bussen som kördes av Hagen; två andra poliser skadades. Hagen avled på olycksplatsen runt 23.25-tiden.

### 18 augusti
På småtimmarna den 18 augusti åkte bussen in i Nederländerna, men nederländsk polis vägrade att förhandla så länge barn befann sig ombord på bussen. Därför släpptes två kvinnor och tre barn. Degowski och Rösner fick en ny flyktbil, vars motor försetts med en mekanism så att den kunde slås av med en fjärrkontroll. (Denna fjärrkontroll glömde dock polisen att ta med sig.) Med i bilen var två gisslan från bussen – 18-åriga Silke Bischoff och Ines Voitle.
På förmiddagen den 18 augusti ankom flyktbilen till Köln, där bilen omringades av journalister och nyfikna. En av dem, Udo Röbel vid tidningen Express, satte sig i bilen för att lotsa gisslantagarna ut på en motorväg. Man antar att han under denna färd fick en intervju med Degowski och Rösner.
I närheten av Bad Honnef rammades flyktbilen av en polisbil och skottlossning utbröt, varvid Silke Bischoff dödades av en kula från Rösners vapen. Degowski och Rösner greps och dömdes senare av Landgericht Essen till livstids fängelse. Löblich dömdes till nio års fängelse.

## Eftermäle
Tyska massmedier fick efter dramat svidande kritik för sitt handlande och Röbel anklagades för att ha underlättat för gisslantagarna. Bernd Meyer, förbundslandet Bremens inrikesminister, avgick efter polisens slarv.